# Hypoponera gleadowi
Hypoponera gleadowi är en myrart som först beskrevs av Auguste-Henri Forel 1895.  Hypoponera gleadowi ingår i släktet Hypoponera och familjen myror. Inga underarter finns listade i Catalogue of Life.

## Bildgalleri

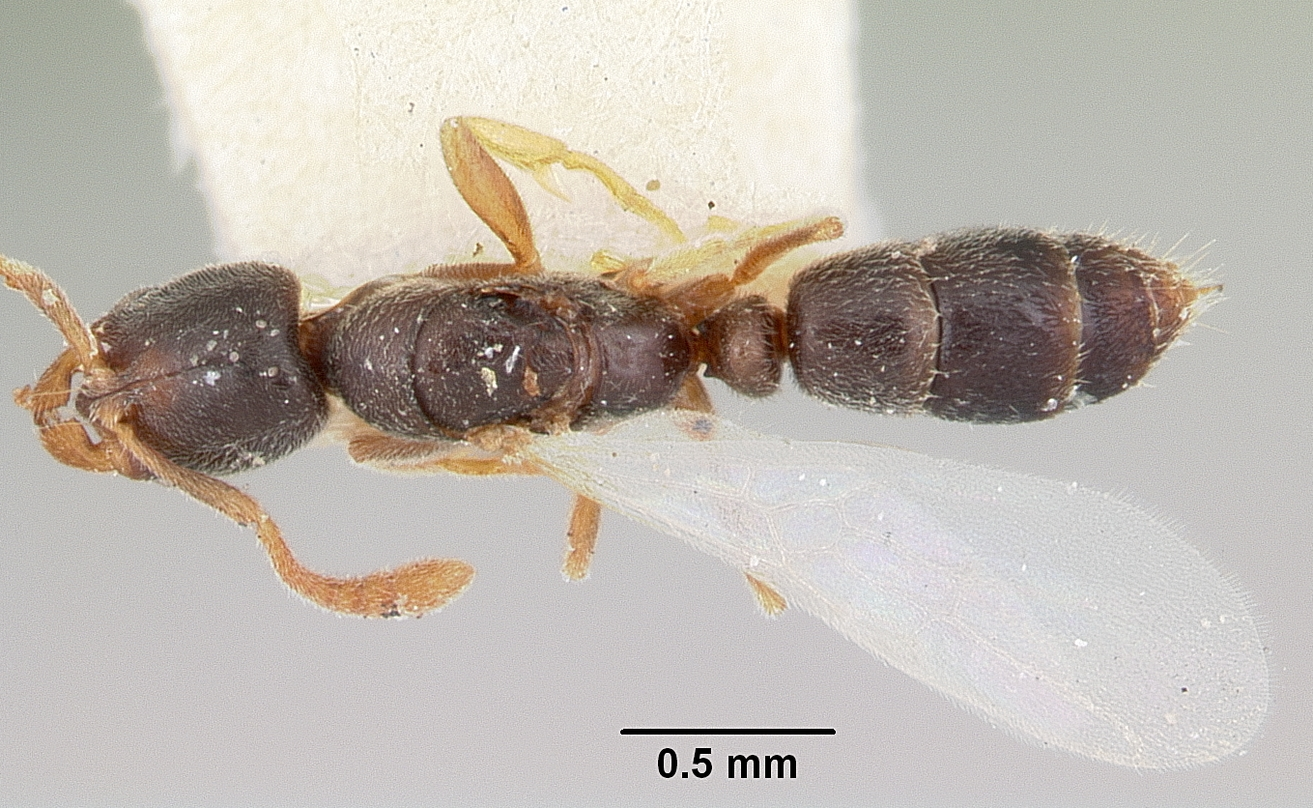
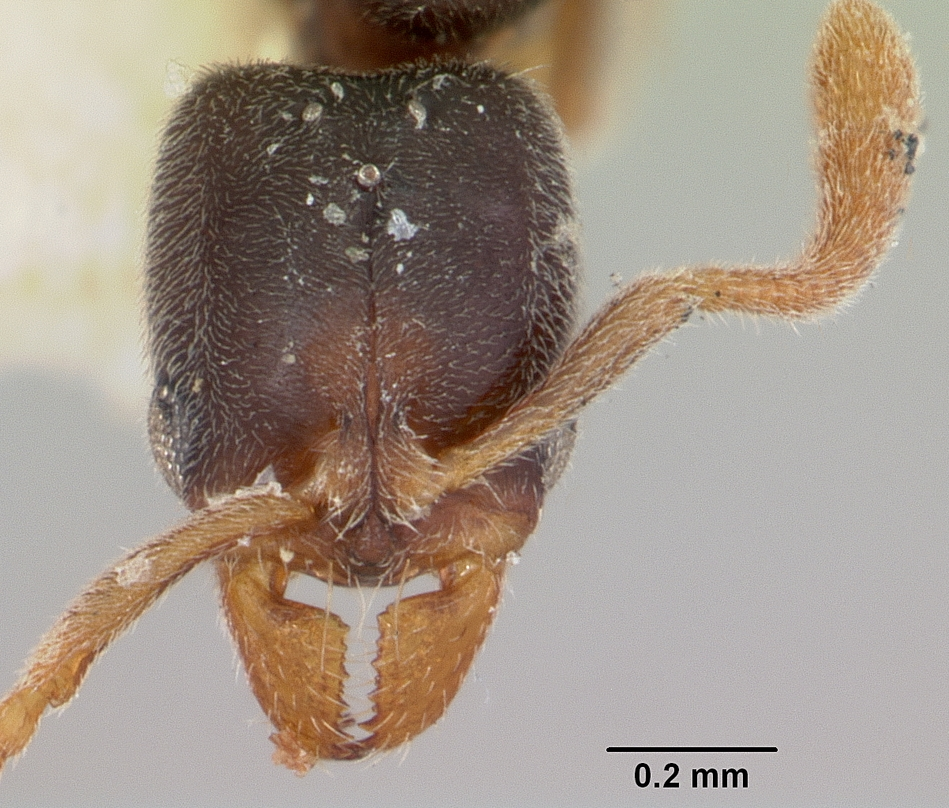
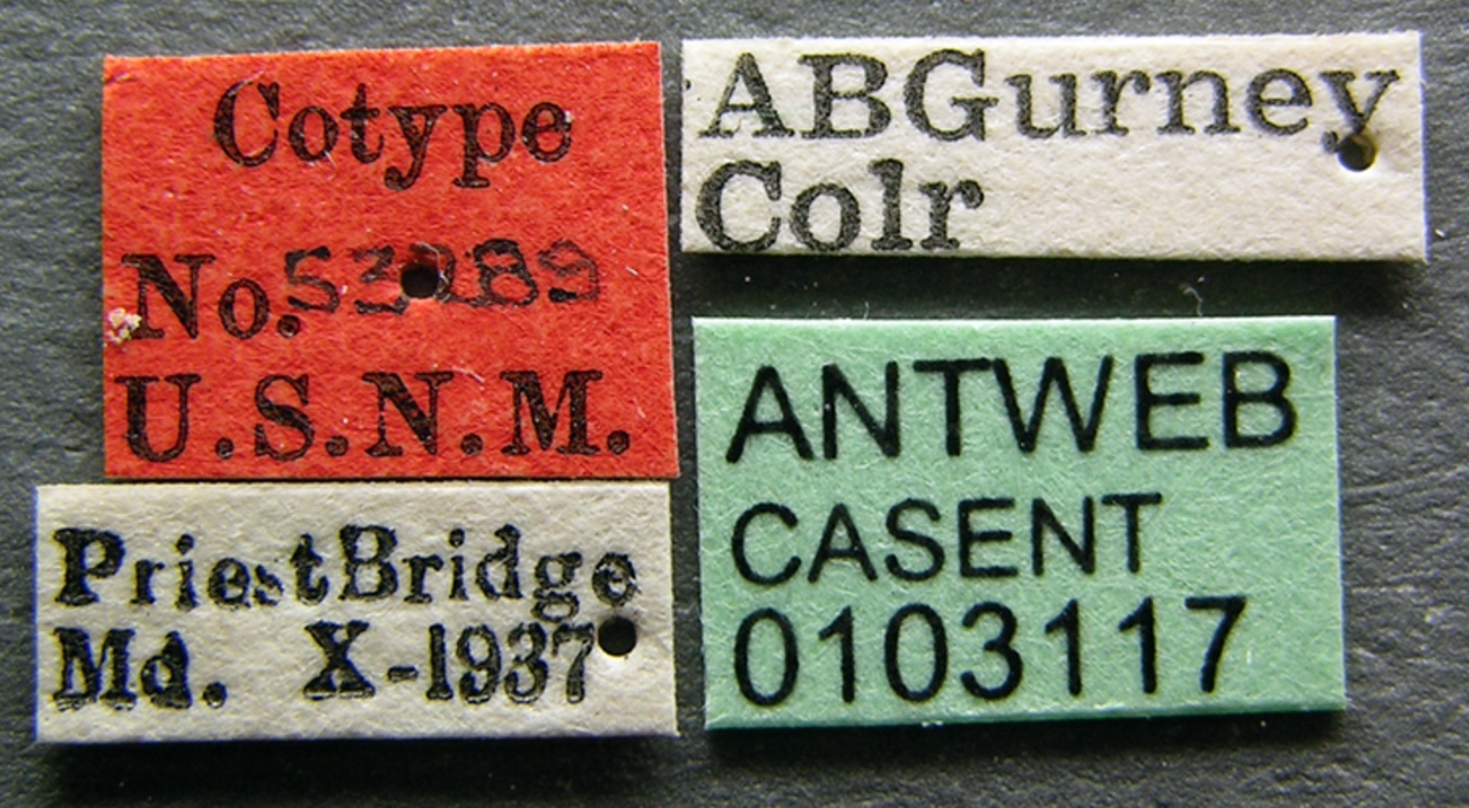
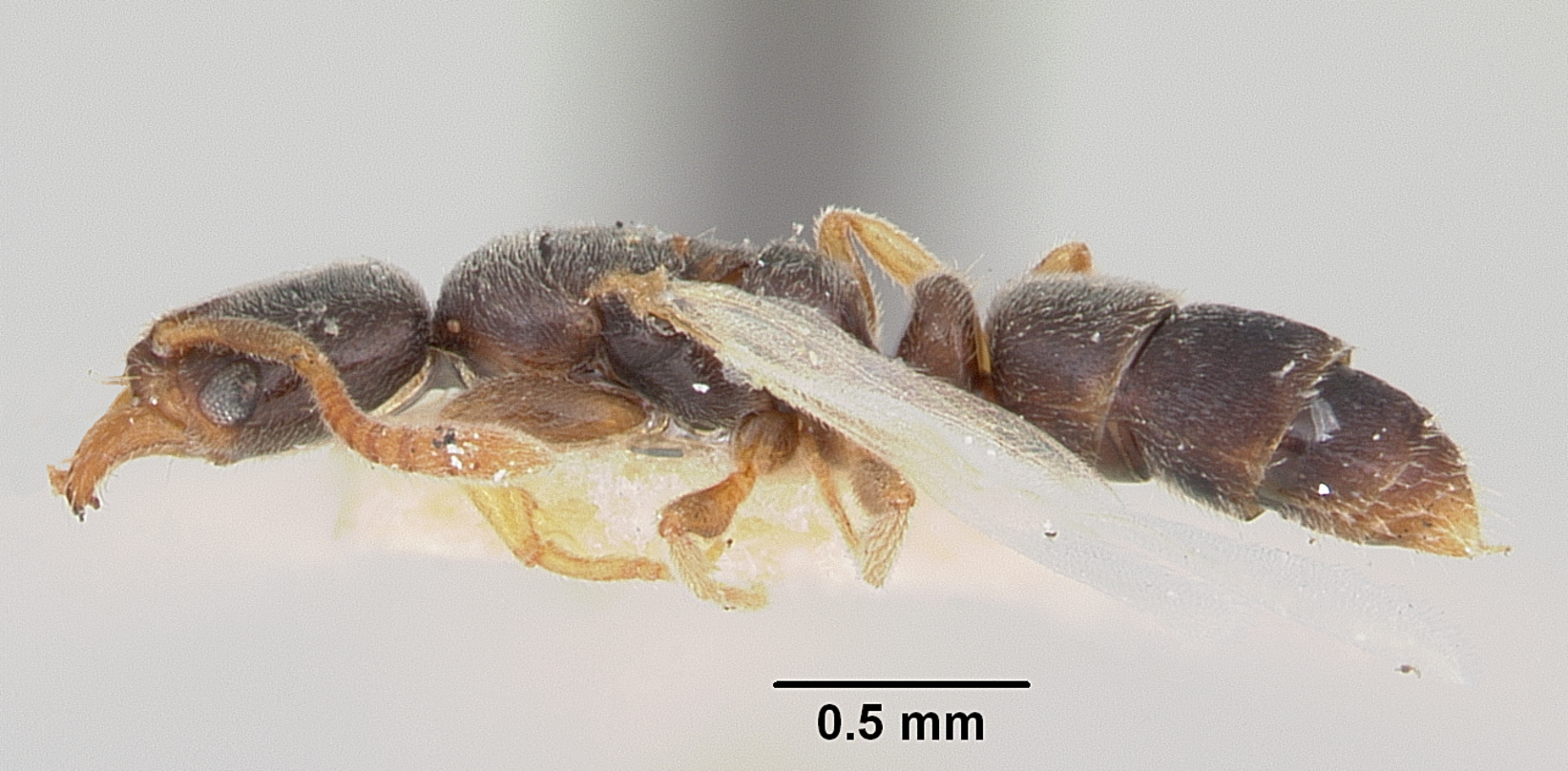